# 光度エネルギー
光度エネルギー（こうどエネルギー、luminous energy）とは光量 （こうりょう、英: quantity of light ）とも言われ、光源からある方向に放射されたすべての光の明るさがどれだけ長く続いたかを表す心理的な物理量である。単位は、国際単位系ではルーメン·秒 (lm·s) であり、ルーメン·時 (lm·h)も利用される。

## 定義
光度エネルギー、人間の感じる量を表す心理物理量のひとつであり、光束の時間積分で示され、{\displaystyle t_{1}}から{\displaystyle t_{2}}までの光量は下の式より示される。
{\displaystyle Q=\int _{t_{1}}^{t_{2}}{\Phi }_{t}dt}
| {\displaystyle {\Phi }} | :光束 [lm] |

エネルギーという名前がついているが、単位はジュール (J) ではない。つまり、厳密には光度エネルギーはエネルギーではない。これは、光束同様、光の波長成分ごとに視感度とよばれる係数をかけた値であって、網膜の吸収エネルギーと一致するわけはないからである。
しかし、放射における放射エネルギーに対応する概念であるため便宜的に光度エネルギーと呼ばれる

## 測光の国際単位系
| 測光量         | SI単位                                 | SI単位 | 備考                         |
| 測光量         | 名称                                   | 記号   | 備考                         |
| -------------- | -------------------------------------- | ------ | ---------------------------- |
| 光度エネルギー | ルーメン秒                             | lm⋅s   | 放射量における放射エネルギー |
| 光束           | ルーメン（またはカンデラステラジアン） | lm     | 放射量における放射束         |
| 光度           | カンデラ                               | cd     | 放射量における放射強度       |
| 輝度           | カンデラ毎平方メートル                 | cd/m2  | 放射量における放射輝度       |
| 照度           | ルクス（またはルーメン毎平方メートル） | lx     | 放射量における放射照度       |
| 光束発散度     | ルクス（またはルーメン毎平方メートル） | lx     | 放射量における放射発散度     |
| 視感効果度     | ルーメン毎ワット                       | lm/W   |                              |
| 発光効率       | ルーメン毎ワット                       | lm/W   | ランプ効率とも呼ぶ           |